# Admissio
Admissio (lat. für „Zulassung“, „Zutritt“ oder „Audienz“; Plural Admissiones) war im Römischen Reich die Bezeichnung für die zeremonielle Zulassung zu einer Audienz bei höheren Beamten oder beim Kaiser.
Morgens fand am Hof des Kaisers eine salutatio (lat. für „Gruß“, hier die rituelle, morgendliche Begrüßung zwischen Patron und Untergebenem) statt, zu der nur Personen mit Admissio zugelassen wurden. Diese wurden in drei oder mehr Klassen aufgeteilt, von denen die amici primae admissionis („Freunde mit der ersten Erlaubnis“) als erste vorgelassen und mit einem Kuss begrüßt wurden. Der Brauch stammte bereits aus der republikanischen Zeit, laut Seneca war er zuerst in den Häusern von Gaius Sempronius Gracchus und Marcus Livius Drusus üblich. In der Kaiserzeit war er auch für die höheren Würdenträger des Reiches gebräuchlich, etwa für die Provinzstatthalter. Aus der Zeit Kaiser Julians (361–363) ist die Audienzordnung eines Provinzstatthalters erhalten geblieben. In der Spätantike gab es für die Zuteilung der Admissiones eine eigene Behörde am Hof des Kaisers (officium admissionum). Die dort beschäftigten Beamten, die admissionales, standen unter dem Befehl des magister officiorum. Sie organisierten die Audienzen und konnten innerhalb ihrer Behörde zunächst zum proximus, dann zum magister admissionum aufsteigen. Nach dem Ausscheiden aus diesem Amt wurden sie in den Senat aufgenommen.
Auch im römischen Recht gab es den Begriff der admissio. Im Strafrecht wird damit die Inkaufnahme, im Prozessrecht die Zulassung oder Gewährung eines Unrechts bezeichnet.

## Katholische Kirche
In der römisch-katholischen Kirche bezeichnet Admissio die feierliche An- und Aufnahme eines Bewerbers als Weihekandidat für den Diakonat und das Presbyterat. In Deutschland findet diese Admissio in der Regel nach der Übertragung der Ministeria (Dienstämter: Lektorat und Akolythat) und in zeitlicher Nähe zur Diakonenweihe statt, international variiert dieser Zeitpunkt. Historisch gesehen ersetzt die Admissio die Tonsur.